# یونیت۴
یونیت۴ (انگلیسی: Unit4) شرکت نرم‌افزار هلندی است، که در سال ۱۹۸۰ تأسیس شد.